# Longa Marcha 2A

Foguete Longa Marcha 2A

Longa Marcha 2A (Chang Zheng 2A em pinyin) foi um modelo da família de foguetes Longa Marcha.

## Características
O Longa Marcha 2A foi um lançador orbital chinês projetado para lançar o satélite de reconhecimento FSW-1. Começou-se a desenvolver em 1970 pela CALT e estava baseado no míssil balístico intercontinental DF-5. A primeira fase tinha quatro motores alimentados por tetróxido de nitrogênio e UDMH (uma combinação hipergólica). A segunda fase teve um só motor, alimentada pela mesma combinação de propelentes que os primeiro e quatro motores para o controle da atitude do foguete. O sistema de orientação estava computadorizado e usava uma plataforma inercial.
O Longa Marcha 2A fez quatro voos, dos quais três foram bem sucedidos.

## Histórico de lançamentos
| Voo ! Data | Plataforma de lançamento | Carga                                     | Resultado | Notas | |
| ---------- | ------------------------ | ----------------------------------------- | --------- | ----- | --- |
| 1          | 5 de novembro de 1974    | Centro de lançamento de Jiuquan, LC-2/138 | FSW-0 1   | Falha | Primeiro voo, falhou devido a um problema com cabos que tinha que levar o sinal do giroscópio para a eletrônica do foguete. |
| 2          | 26 de novembro de 1975   | Centro de lançamento de Jiuquan, LC-2/138 | FSW-0 1   | Êxito | |
| 3          | 7 de dezembro de 1976    | Centro de lançamento de Jiuquan, LC-2/138 | FSW-0 2   | Êxito | |
| 4          | 26 de janeiro de 1978    | Centro de lançamento de Jiuquan, LC-2/138 | FSW-0 3   | Êxito | Último voo de um Longa Marcha 2A.                                                                                           |